# بوگلارکا سابو
بوگلارکا سابو (مجاری: Szabó Boglárka؛ زادهٔ ۱۲ فوریهٔ ۱۹۹۳) بازیکن فوتبال اهل مجارستان است.
وی همچنین در تیم ملی فوتبال زنان مجارستان بازی کرده‌است.